# ISO / IEC 27000
As normas da família ISO/IEC 27000 convergem para o Sistema de Gestão de Segurança da Informação (SGSI), tendo como as normas mais conhecidas as ISO 27001 e ISO 27002. São relacionadas à segurança de dados digitais ou sistemas de armazenamento eletrónico. O conceito de segurança da informação vai além do quesito informático e tecnológico, apesar de andarem bem próximos. O SGSI é uma forma de segurança para todos os tipos de dados e informações, e possui quatro atributos básicos: confidencialidade, integridade, disponibilidade e autenticidade.

## Funcionalidades
Existem diversas normas nas séries da ISO 27000, e cada uma delas tem uma função específica, mas todas tem como o grande objetivo a criação, manutenção, melhoria, revisão, funcionamento e análise de um SGSI. As normas podem ser adotadas independente do tamanho ou tipo da empresa, e suas diretrizes buscam fazer com que não só as informações da organização, mas também os sistemas estejam seguros. As normas trazem estratégias e orientações que fazem com que o SGSI se adapte à empresa que deseja implementá-lo.
As diretrizes variam dos primeiros passos para a implementação de um sistema de gestão de segurança da informação até pontos mais específicos, como requisitos e orientações para organizações que prestarão serviços de certificação ou auditoria para empresas ou organizações que queiram implementar um SGSI. Existem diversas outras normas e outras funções relacionadas à segurança da informação.

## Critérios de certificação
As normas mais conhecidas da família ISO 27000 são as 27001 e 27002, e é recomendável que sejam usadas em conjunto. Apenas a ISO 27001 é a única passível de certificação acreditada, todas as outras são apenas guias de boas práticas.

## Normas ISO 27000
A família ISO/IEC 27000 é grande, existem diversas normas relacionadas à SGSI. 
- ISO/IEC 27000 – Princípios e Vocabulário, define a nomenclatura utilizada nas normas seguintes da família 27000.
- ISO/IEC 27001 –  “Tecnologia da Informação. Técnicas de segurança. Sistemas de Gestão de Segurança da Informação – Requisitos.  Única norma da família 27000 que é passível de certificação acreditada - todas as seguintes são apenas guias de boas práticas.
- ISO/IEC 27002 – Tecnologia da informação - Técnicas de segurança - Código de prática para controles de segurança da informação - não dispõe de esquema de certificação acreditada
- ISO/IEC 27003 – Tecnologia da informação - Técnicas de Segurança - Sistemas de gestão de segurança da informação - Guia de Boas Práticas - - não dispõe de esquema de certificação acreditada
- ISO/IEC 27004 – Tecnologia da informação - Técnicas de segurança - Gestão da segurança da informação - Monitorização, medição, análise e avaliação - não dispõe de esquema de certificação acreditada
- ISO/IEC 27005 – Tecnologia da informação - Técnicas de segurança - Gestão de risco da segurança da informação - não dispõe de esquema de certificação acreditada